# Oblastní rada Mate Ašer
Oblastní rada Mate Ašer (hebrejsky מועצה אזורית מטה אשר‎, mo'aca ezorit Mate Ašer,anglicky Matte Asher Regional Council) je oblastní rada v Severním distriktu v Izraeli. Členské obce se nacházejí v Izraelské pobřežní planině a na nejzápadnějších svazích Horní Galileje, v prostoru vymezeném na severu mezinárodní hranicí s Libanonem, na západě pobřežím a na jihu oblastí Haifského zálivu. V prostoru oblastní rady leží města Akko, Naharija a Šlomi, která ale pod jurisdikci oblastní rady nespadají.
Sídlo úřadů oblastní rady leží mezi vesnicemi Regba a Lochamej ha-Geta'ot. Oblastní rada má velké pravomoci zejména v provozování škol, územním plánování a stavebním řízení nebo v ekologických otázkách.

## Dějiny
Oblast pobřeží a západní Galileje byla už ve starověku osídleným regionem s častými zmínkami v bibli. Novověké židovské osidlování zde započalo v 1. polovině 20. století. Oblastní rada Mate Ašer vznikla v roce 1982 sloučením tří do té doby samostatně fungujících oblastních rad: Ga'aton (געתון), Na'aman (נעמן) a Sulam Cur (סולם צור). Z nich pak utvořena jediná oblastní rada.

## Seznam sídel
Oblastní rada Mate Ašer sdružuje celkem 32 sídel. Z toho 18 kibuců, 9 mošavů a 2 společné osady (jišuv kehilati), 2 vesnice obývané izraelskými Araby a 1 vesnici osídlenou evropskými křesťany.

### Kibucy
- Adamit
- Afek
- Bejt ha-Emek
- Ejlon
- Ejn ha-Mifrac
- Evron
- Ga'aton
- Gešer ha-Ziv
- Chanita
- Jas'ur
- Jechi'am
- Kabri
- Kfar Masaryk
- Lochamej ha-Geta'ot
- Macuva
- Kfar Roš ha-Nikra
- Sa'ar
- Šomrat

### Mošavy
- Achihud
- Amka
- Ben Ami
- Becet
- Bustan ha-Galil
- Liman
- Netiv ha-Šajara
- Regba
- Šavej Cijon

### Společné osady
- Klil
- Ošrat

### Arabské vesnice
- Arab al-Aramša
- Šejch Danun

### Křesťanská vesnice
- Nes Amim

|}

## Demografie
K 31. prosinci 2014 žilo v oblastní radě Mate Ašer 25 800 obyvatel. Z celkové populace bylo 21 000 Židů. Včetně statistické kategorie "ostatní", tedy nearabští obyvatelé židovského původu, ale bez formální příslušnosti k židovskému náboženství, jich bylo 21 500. Zbytek připadá především na izraelské Araby.
| Rok            | 1961   | 1972   | 1983   | 1995   | 2006   | 2008   | 2009   | 2010   | 2011   | 2012   | 2013   | 2014   |
| -------------- | ------ | ------ | ------ | ------ | ------ | ------ | ------ | ------ | ------ | ------ | ------ | ------ |
| Počet obyvatel | 12 400 | 12 700 | 15 700 | 19 100 | 18 200 | 21 700 | 22 200 | 23 200 | 24 200 | 24 500 | 25 000 | 25 800 |